# Kościół św. Andrzeja i św. Wawrzyńca w Baranowie
Kościół pw. św. Andrzeja Apostoła i św. Wawrzyńca w Baranowie – kościół we wsi Baranów w gminie Baranów, powiecie kępińskim (województwo wielkopolskie). 

## Historia i architektura

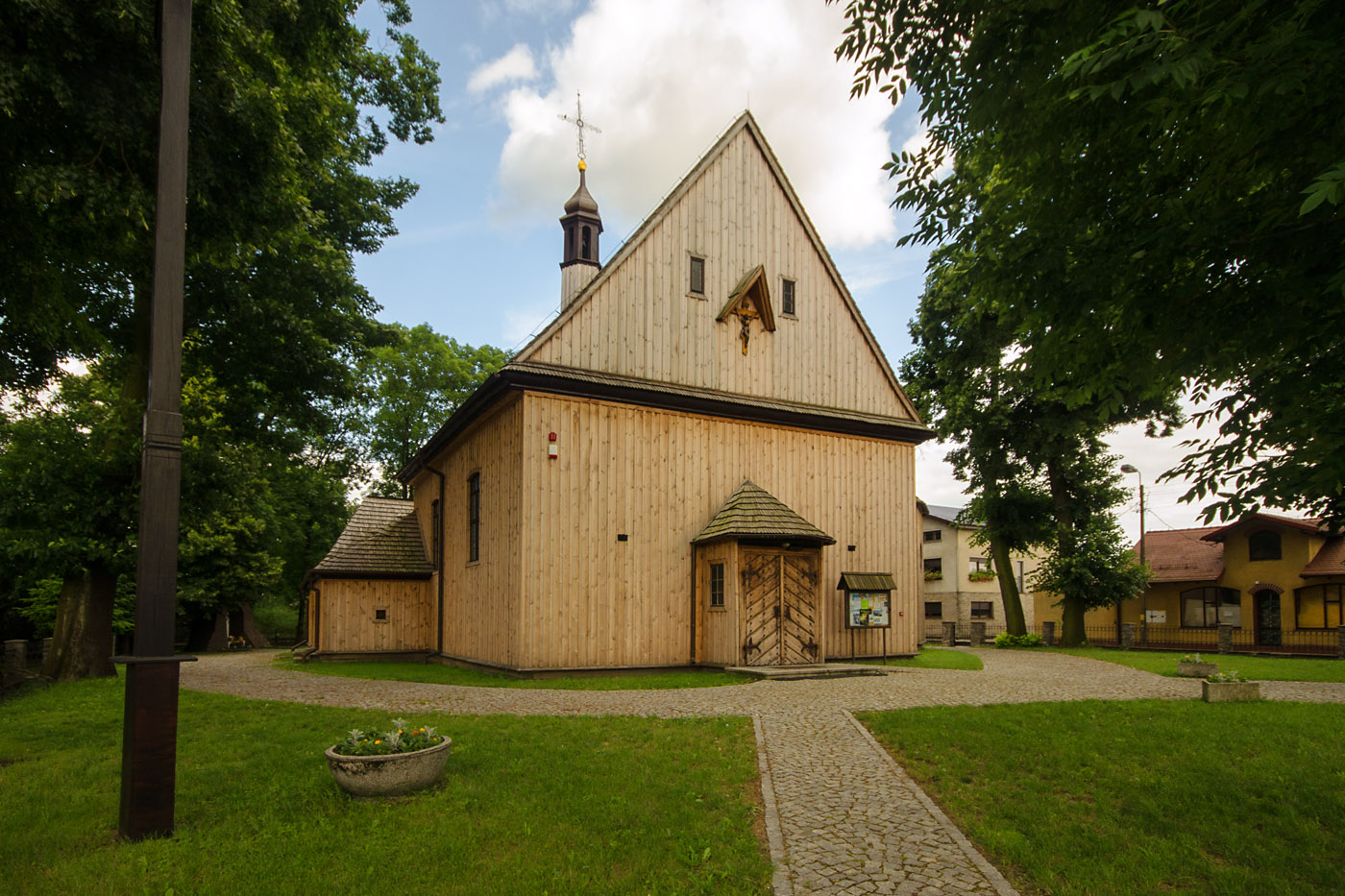
Widok od strony wejścia

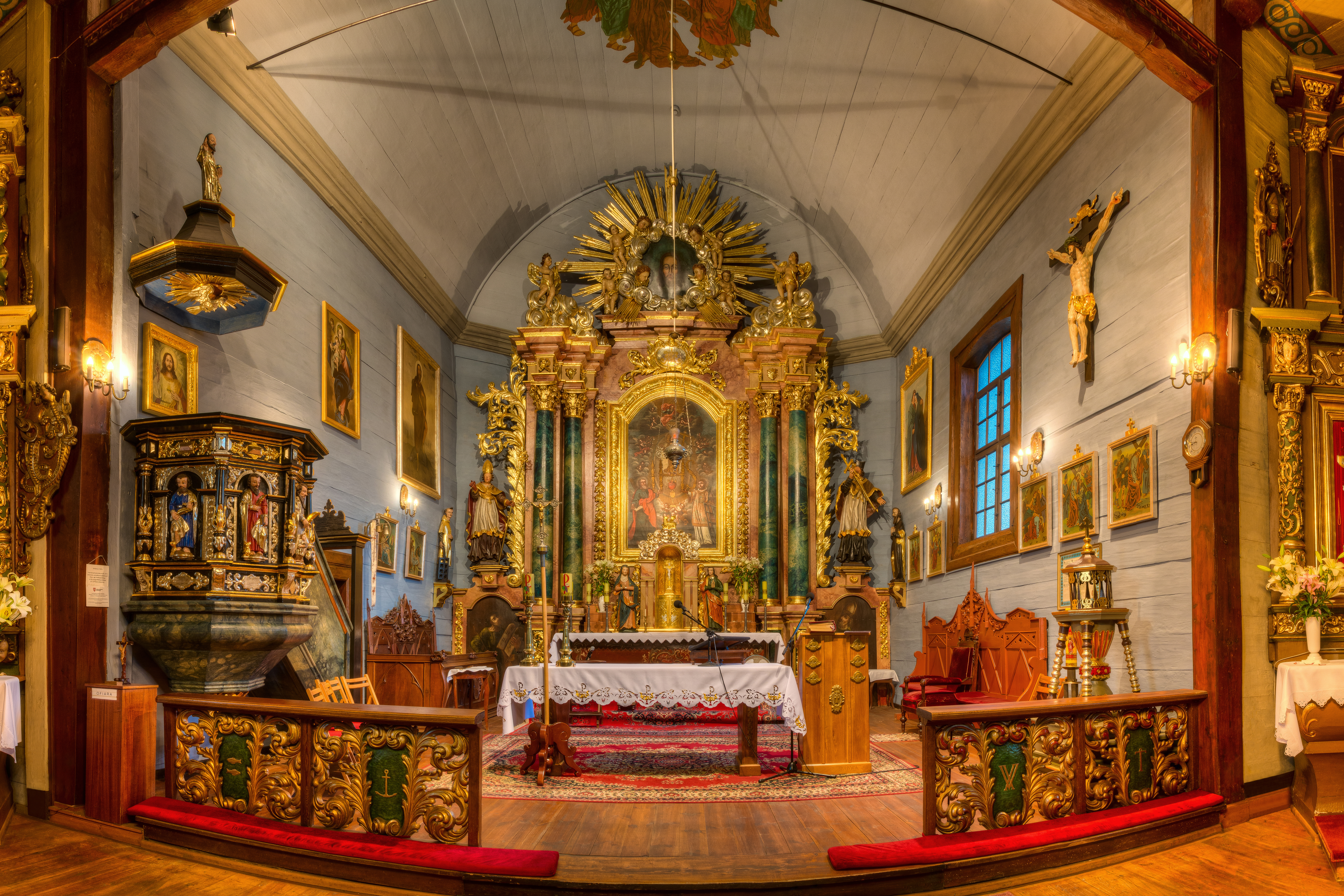
Wnętrze Kościoła św. Andrzeja i św. Wawrzyńca w Baranowie - widok na ołtarz.

Kościół został zbudowany w 1732 roku z fundacji Anny Śleżyńskiej lub Zofii Stoińskiej (różnie podają źródła), podstoliny łukowskiej. W 1823 roku odbudowany po pożarze, w którym spłonęła dwuwieżowa fasada. Kilkakrotnie restaurowany - 1915 nowa polichromia, 1957 nowy strop, ostatnio w 1990 roku. Świątynia konstrukcji zrębowej, z zewnątrz oszalowana, orientowana, posiada jedną nawę z węższym prezbiterium zamkniętym trójbocznie. Od strony południowej do nawy przylega kaplica św. Wojciecha, dobudowana w 1869 r. z drewna pochodzącego z rozebranego kościoła w Słupi koło Kępna, z sygnaturą z 1637 r. Do prezbiterium od północy przylega zakrystia i magazynek. Dwuspadowy dach kościoła pokryty jest gontami. Nad nawą mała wieżyczka na sygnaturkę dobudowana w 1844 roku z barokową latarnią zwieńczoną cebulastym hełmem. Wewnątrz nawy i prezbiterium pozorne sklepienie kolebkowe z polichromią w stylu ludowym, w kaplicy ośmioboczna pozorna kopuła.

## Wyposażenie
Późnobarokowy ołtarz główny z 1785 roku, jest ozdobiony rzeźbami św. Jana Nepomucena oraz nieznanego biskupa i obrazem adoracji Dzieciątka Jezus z poł. XVII w. Świątynia ma trzy ołtarze boczne oraz późnorenesansową ambonę z baldachimem z około 1640 r. Na belce tęczowej, wewnątrz kościoła, ustawiony jest krzyż, a obok niego barokowe figury Matki Bożej i św. Jana Apostoła z 2 poł. XVII w. Chór muzyczny wsparty na czterech słupach z prospektem organowym z XVIII w.

### Organy
Organy wybudował Franciszek Majewski ok. 1797 roku. Dwugłosowy pedał dobudował Jan Spiegel w 1892. Piszczałki, które zarekwirowali Niemcy w 1917 r., staraniem ks. proboszcza Hundta uzupełniono w 1925 r. Po II wojnie światowej zamontowano na strychu dmuchawę elektryczną. W 1978 roku Adam Hadyński z Kępna uporządkował piszczałki na wiatrownicy i przeprowadził strojenie. Około 2005 roku organy remontowała firma Andrzeja Fiołki z Kępna. Podczas przeprowadzonego w 2010 roku remontu kościoła zapadł się chór, w wyniku czego organy przestały się nadawać do użytkowania.
Dyspozycja instrumentu:
| Manuał           | Pedał           |
| ---------------- | --------------- |
| 1. Principal 4'  | 1. Subbass 16'  |
| 2. Principal 8'  | 2. Octavbass 8' |
| 3. Salicet 8'    |                 |
| 4. Portunal 8'   |                 |
| 5. Gedeckt 4'    |                 |
| 6. Mixtur 3 fach |                 |
| 7. Quinte 2 2/3' |                 |
| 8. Octav 2'      |                 |
| 9. Flote 4'      |                 |
| 10. Gedackt 8'   |                 |